# Erasmus Georg Fog Thune
Erasmus Georg Fog Thune, född den 7 juni 1785 i Vigsnæs på Lolland, död den 11 april 1829, var en dansk astronom och matematiker. 
Som student ägnade han sig först åt matematik och fysik, men övergick därefter till teologiska studier och avlade 1808 med utmärkelse ämbetsexamen. Efter en studieresa till Tyskland, där han bland annat en tid sysslade med astronomi under Bessels vägledning, förvärvade han 1815 doktorsgraden för avhandlingen Tentamen circa trigonometriam sphæroidicam och blev samma år lektor i matematik vid universitetet. År 1818 utnämndes han till extra ordinarie professor och 1823 till föreståndare för det astronomiska observatoriet. År 1815 upptogs han som medlem i Videnskabernes Selskab.